# Старь (Вологодская область)
Старь — упразднённая деревня в Тарногском районе Вологодской области России.

## География
Урочище находится в северо-восточной части области, в подзоне средней тайги, на правом берегу реки Саланги, на расстоянии примерно 32 километров (по прямой) к юго-востоку от села Тарногский Городок, административного центра района.

### Климат
Климат характеризуется как умеренно континентальный, с продолжительной холодной зимой и умеренно тёплым летом. Среднегодовая температура воздуха — +1,5 °C. Средняя температура воздуха самого холодного месяца (января) — −13,6 °C (абсолютный минимум — −52 °C), средняя температура самого тёплого (июля) — +16,8 °С (абсолютный максимум — +37 °С). Вегетационный период длится 115 дней. Среднегодовое количество атмосферных осадков составляет 667 мм, из которых около 67 % выпадает в тёплый период. Снежный покров держится в течение 168 дней. В течение года преобладают ветра юго-западного направления. Среднегодовая скорость ветра 3,3 м/с.

## История
В 1908 году население составляло 26 человек (14 мужчин и 12 женщин). В административном отношении входила в состав Бережно-Слободского общества Бережно-Слободской волости Тотемского уезда.
По данным 1926 года в деревне имелось 7 хозяйств и проживало 48 человек (23 мужчины и 25 женщин). В административном отношении входила в состав Брусенского сельсовета Кокшенгского района.
В 1940 году деревня Старь входила в состав Раменского сельсовета Тарногского района. Упразднена не позднее 1973 года.